# برانت بوير
برانت بوير (بالإنجليزية: Brant Boyer)‏ هو لاعب كرة قدم أمريكية أمريكي، ولد في 27 يونيو 1971 في أوغدن في الولايات المتحدة.